# Albertisia
Albertisia Becc. – rodzaj roślin z rodziny miesięcznikowatych (Menispermaceae). Obejmuje 20 gatunków występujących naturalnie w rejonie Wybrzeża Kości Słoniowej w Afryce.

## Systematyka
Pozycja systematyczna według APweb (aktualizowany system APG III z 2009)
Rodzaj z rodziny miesięcznikowatych (Menispermaceae).
Wykaz gatunków
| - Albertisia apiculata (Troupin) Forman - Albertisia capituliflora (Diels) Forman - Albertisia cordifolia (Mangenot & Miege) Forman - Albertisia crassa Forman - Albertisia cuneata (Keay) Forman - Albertisia delagoensis (N.E.Br.) Forman - Albertisia exelliana (Troupin) Forman - Albertisia ferruginea (Diels) Forman - Albertisia glabra (Diels ex Troupin) Forman - Albertisia laurifolia Yamam. | - Albertisia mangenotii (Guillaumin & Debray) Forman - Albertisia mecistophylla (Miers) Forman - Albertisia megacarpa Diels ex Forman - Albertisia papuana Becc. - Albertisia porcata Breteler - Albertisia puberula Forman - Albertisia scandens (Mangenot & Miege) Forman - Albertisia triplinervis Forman - Albertisia undulata (Hiern) Forman - Albertisia villosa (Exell) Forman |